# Home (album The Gathering)
Home – ósmy album studyjny holenderskiego zespołu muzycznego The Gathering, wydany w roku 2006. Jest to ostatni album nagrany jeszcze z wokalistką Anneke van Giersbergen.

## Lista utworów
1. "Shortest Day" – 4:12
2. "In Between" – 4:44
3. "Alone" – 4:56
4. "Waking Hour" – 5:38
5. "Fatigue" – 1:49
6. "A Noise Severe" – 6:06
7. "Forgotten" – 3:25
8. "Solace" – 3:51
9. "Your Troubles Are Over" – 3:46
10. "Box" – 4:43
11. "The Quiet One" (instrumental) – 2:16
12. "Home" – 6:58
13. "Forgotten Reprise" – 7:57

## Twórcy
- Anneke van Giersbergen - wokal, gitara
- René Rutten - gitara, flet
- Marjolein Kooijman - gitara basowa
- Hans Rutten - perkusja
- Frank Boeijen - keyboard

## Listy sprzedaży
| Lista   | Kraj     | Pozycja |
| ------- | -------- | ------- |
| Top 100 | Holandia | 34      |